# مرچکووینا
مرچکووینا (به صربی: Mrčkovina) یک منطقهٔ مسکونی در صربستان است که در پریژپولجه واقع شده‌است. مرچکووینا ۳۳ نفر جمعیت دارد.